# Aulacaspis formosana
Aulacaspis formosana är en insektsart som först beskrevs av Takahashi 1934.  Aulacaspis formosana ingår i släktet Aulacaspis och familjen pansarsköldlöss.
Artens utbredningsområde är Taiwan. Inga underarter finns listade i Catalogue of Life.